# SIC Internacional
SIC Internacional é um canal dedicado aos portugueses espalhados pelo mundo e aos países de língua oficial portuguesa.
A SIC Internacional iniciou as suas emissões no dia 17 de Setembro de 1997, com o objetivo de chegar a todos os portugueses e países de língua oficial portuguesa no mundo. Atualmente, o canal é visto em França, Suíça, Luxemburgo, Bélgica, Andorra, Estados Unidos da América, Canadá, Angola, Moçambique, África do Sul, Brasil, Austrália, Reino Unido e Cabo Verde.
No total, 10 milhões de telespetadores têm acesso à SIC Internacional através dos sistemas de cabo, satélite e IPTV. Uma posição global que confere à SIC Internacional um lugar de destaque na difusão de conteúdos em língua portuguesa.
Da grelha de programação fazem parte a informação, o entretenimento e a ficção do universo SIC. O canal apresenta também o melhor do desporto nacional, com a transmissão dos jogos da Primeira Liga de Futebol. De destacar o programa “Alô Portugal” apresentado por José Figueiras, que começou por ser emitido exclusivamente na SIC Internacional e que mais tarde acabaria por passar também a fazer parte da grelha da SIC.
A 13 de março de 2017, a SIC reforçou a sua aposta em África através de um reposicionamento da SIC Internacional que lançou uma nova imagem e uma oferta mais próxima para este continente. O canal apresenta uma grelha de programação com novos conteúdos e reforça a emissão de programas premium, como a ficção e o desporto. A aposta na SIC Internacional África é um passo crucial para a consolidação da SIC como canal de referência nos mercados de língua portuguesa, territórios fundamentais para a expansão internacional do Grupo Impresa.

## Direção
Diretor Geral de Entretenimento: Daniel Oliveira 
Diretora da SIC Internacional: Aida Pinto

## Programas

### Produção Própria
- | Ponto de Equilíbrio (emitido entre 2016 e 2021) | Maria Helena Martins
- | Gira Disco

#### Ponto de Equilíbrio
Num ambiente intimista, a taróloga Maria Helena Martins entrevista um convidado conhecido dos portugueses, recebe um especialista da área das medicinas alternativas, responde às dúvidas dos telespetadores, ensina mezinhas e rituais, diz-lhe quais são as previsões diárias para o seu signo, ensina orações e muito mais.

#### Gira Disco
Da kizomba à bossa nova, da morna ao pop, do semba ao rock, as músicas mais ouvidas da actualidade passam no Gira Disco. De segunda a sexta um disco em destaque, ao sábado a colectânea da semana.
O público pode escolher a música que mais gosta e ouvir o “Disco pedido” e conhecer os concertos que estão a “Girar esta semana” em Portugal, Angola, Moçambique, Cabo Verde e África do Sul.
“Em conversa” os músicos contam as novidades das suas carreiras e respondem às curiosidades do público que pode colocar as suas questões através das Redes Sociais.

### Programas da SIC
Muitos dos programas emitidos na SIC Internacional são programas produzidos pela SIC generalista.

## Cobertura

Mapa do mundo representando os países com cobertura da SIC Internacional e SIC Internacional África.
Portugal
SIC Internacional
SIC Internacional África

### América do Norte
- Canadá
- Estados Unidos

### América do Sul
- Brasil

### Europa
- Andorra
- Bélgica
- França
- Luxemburgo
- Suíça

### Oceânia
- Austrália